# 陪审制

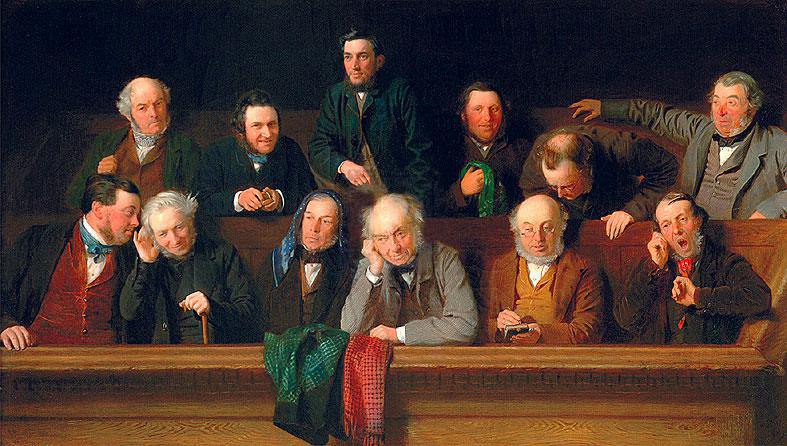
19世紀英国的陪审团

陪审制（英語：jury trial、jury system）是指从一般市民中随机选出若干名陪审员，委派其参与刑事诉讼或民事诉讼的审理，并独立于法官作出事实认定以及决定法律适用的司法制裁。
陪审团通常有6至12名陪审员。陪审团在刑事案件中会就被告人有罪或无罪做出判断，而在民事诉讼中则会就被告有无责任或损害赔偿金额等做出判断。
目前，陪审制多用于英美法系（亦称普通法系、海洋法系）的司法区，例如：美国、香港等为主的普通法（又称英美法）国家及地区，但也在大陸法系中漸漸被引入。

## 历史

### 古雅典的民眾法庭
西元前6世紀末克利斯提尼改革後設立了民眾法庭，古雅典城邦每年必須選出六千個三十歲以上的公民擔當民眾法庭的陪審法官（dikastes），這六千名陪審法官是在自願就任者當中抽籤選出的，在選出以後，每一名陪審法官皆獲取一張附有雅典貓頭鷹官印及陪審法官全名的證明票證，並且進行宣誓（Heliastic Oath）就職儀式。
在民事案件中，原告受害者可向當局直接提出檢舉被告。而在刑事案件中，除了城邦當局外，一般市民也可參與檢舉，但參與檢舉的市民須承受很大風險，若在案件呈堂以前，或在審判時未能取得超過五分之一之陪審法官票數，將會被褫奪公民權及罰款一千德拉克馬（一個工匠一天收入是一德拉克馬），但由於若檢舉刑事案件成功將可得豐厚獎金（在成功檢舉民事案中受害者或其家人則可向被告索取賠款），因此有很多人甘冒被褫奪公民權及罰款一千德拉克馬之險以身試法。
蘇格拉底被雅典法庭以不虔誠和腐蝕雅典青年思想之罪名（原因是不相信神）判處死刑，依據柏拉圖《申辯篇》裡所記載的審判記載，蘇格拉底的智慧使得當時那些被他質疑愚蠢的雅典政治人物轉而對付他，才導致了這場不敬神的審判。

### 在英国的形成和发展

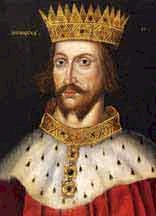
英格兰国王亨利二世（1154年-1189年在位）。现代陪审制的原型的设计者。

陪审制的起源至少可以追溯到公元9世纪初的法蘭克帝國内，一种为了确认国王的权力而由地方的重要人物提供证言的制度（Frankish Inquest）。查理大帝之子路易一世在829年规定，在判断国王的权力时，应由当地最具名望的12位人物经宣誓后做陈述。据研究，这一制度在诺曼征服（11世纪）后，传至英格兰地区。此外有一种学说认为，与从欧洲大陆传来的上述制度不同，997年前后，英格兰国王埃塞尔雷德二世也制订了一部法律，规定由12名骑士面对圣物，宣誓“不对任何无辜者进行追诉，也不放过任何有罪的人”，这也构成了陪审制的一个来源。
无论如何，大多数历史学家都认同：在现代陪审制的形成过程中，12世纪的英格兰国王亨利二世时期的制度以及1215年大宪章起到了关键性的作用。据称，亨利二世为了加强国王对司法制度的支配力而启用陪审制度。当时，亨利二世创立了解决土地及继承纠纷的巡回诉讼。该类型的诉讼中，由12位有自由身份和法定资格的男性公民组成一个小组，在宣誓后，对于谁是土地的真正的所有者或者继承人等问题发表各自的观点。这就是现代民事陪审制度的原型。在刑事审判中，亨利二世也在1164年的克拉伦敦法令中，创设了与日后大陪审团制度类似的追诉陪审制度，由具有法定资格的男性公民组成的团体在宣誓后报告犯罪的嫌疑者。当时，以这种方式被起诉的被告将被进行神明裁判。

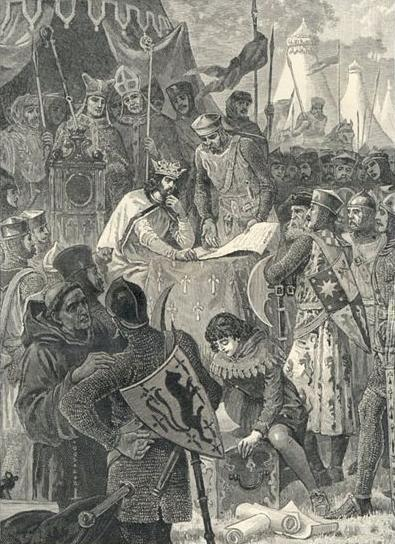
签署大宪章的英格兰国王约翰（1199年-1216年在位）。

1215年的大宪章第39条规定了，未经同辈组成的陪审团判决不得被处罚的权利。这一法条是当时的贵族为了限制王权而迫使国王约翰给予承认的结果。同年，第四次拉特朗大公会议上，教皇诺森三世宣布禁止神职人员参与神明裁判，因此为了取代难以进行的神明裁判，陪审制得到广泛施行。
最初的陪审团的职责仅仅是作为证人陈述自己的知识和观点。根据证据对事实进行认定的现代陪审制是从14世纪至15世纪期间才出现的。但是，此后直至17世纪，陪审员仍然可以在法庭上提供的证据之外根据个人的知识进行评议和裁决，并没有现代陪审制所强调的客观中立性。
此外，早期的陪审制中，也会出现对陪审员实行监禁直至其做出有罪裁决为止的现象。例如星室法院中，对于拒绝做出有罪裁决的陪审员，法院可能对其处以没收土地或财产的处罚。导致这一传统得以转变的契机是1670年的蒲式耳事件。当时的贵格会人物威廉·佩恩与威廉·米德被起诉犯有煽动集会罪，但拒绝对此作出有罪裁决的12名陪审员竟被法院监禁2晚，其间不提供任何食物或水。然而评审员们坚持不肯撤回无罪裁决，最终被判处缴纳罚金。其中以蒲式耳为首的4名陪审员拒绝上缴罚金，提起了人身保护令之诉。最终，英格兰高等法院皇座法庭庭長作出具有划时代意义的判决，宣示陪审员在认定事实的过程中不应受到外界的干扰，并释放了蒲式耳等人。
到了17世纪，已出现被告人视陪审团为保护其免受严酷刑罚的重要保障这一现象。而根据古代的英格兰刑罚制度，如果被告人在重罪案件中被判处有罪，几乎都是要被判处死刑。但从中世纪到18世纪期间的审判记录中，可以发现，在许多案例中，陪审员将重罪案件的被告人裁决为无罪，或者将其降格为烙印或鞭刑等轻罪。

### 美国对陪审制的继受
美国从殖民地时代起就继受了英国的陪审制，13个州都通过宪法确保了陪审制的实施。最初在美国殖民地，陪审制并未发挥重要的作用，但随着18世纪中叶日益高涨的反抗英国统治的呼声，陪审制作为反抗宗主国压迫的手段之一，发挥了积极的作用。在殖民地的审判中，法官和检察官都是由英国国王任命的，而只有陪审员来自殖民地的本地人士。1735年，因发表了对殖民地总督的批评文章而被起诉犯有文书煽动罪的出版家约翰·彼得·曾格案件中，尽管双方对事实关系不存在争议，纽约当地的陪审团仍作出了无罪裁决。此外，英国为了控制殖民地的贸易，经常依据航海条例取缔运送货物的非英国籍货船，但陪审团经常做出相反的无罪裁决。为此，英国设立了特别法院以规避陪审团审判，这也成为了美国独立战争的诱因之一。在美国独立宣言中，也特别指责英国国王“在许多案件中，剥夺了由陪审团进行审理的审判利益”。

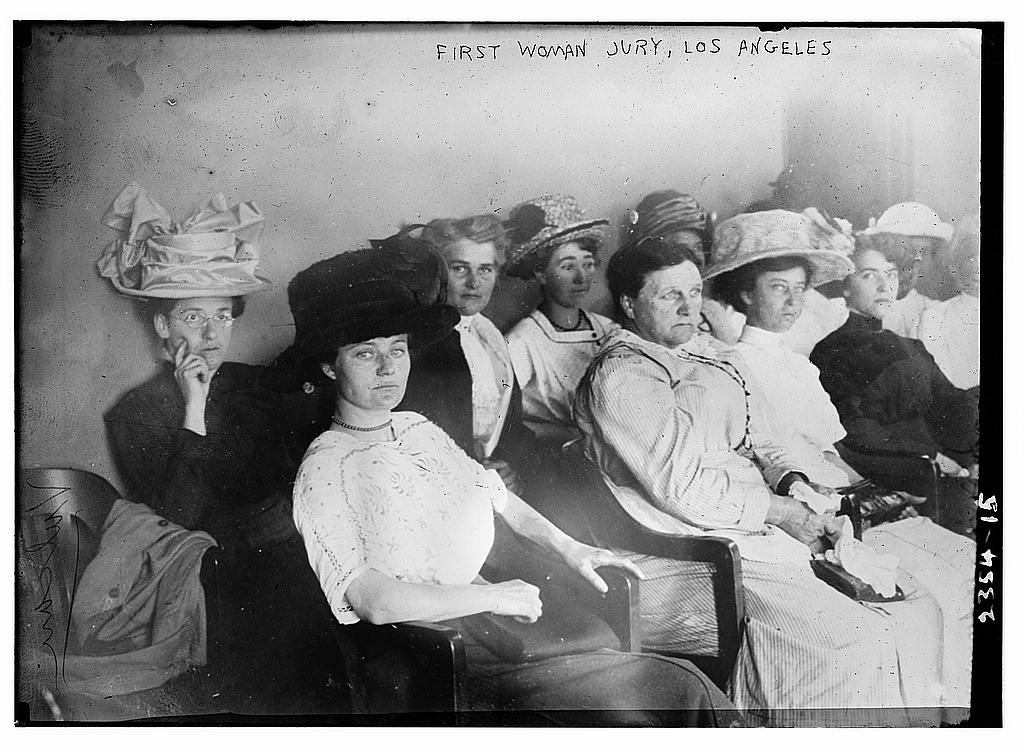
洛杉矶最早的女性陪审员（1911年）。

1788年生效的美国宪法中，刑事陪审得到了明文保障（3条2節 （页面存档备份，存于）3項）。起初考虑到陪审团会对本地的当事人做出有利的判决，因此未在民事审判程序中引入陪审制度。但此后迫于各州的强烈要求，1791年宪法修正案（权利法案）中确保了当事人接受刑事陪审及民事陪审的权利（修正6条 （页面存档备份，存于）、7条 （页面存档备份，存于））。同时，大陪审团制度也得到保障（修正5条 （页面存档备份，存于））。
陪审制实施初期，陪审员资格仅限于具有足够财产的白人男性，随着1868年宪法修正案14条的通过，联邦最高法院认定上述限制违反了宪法修正案的平等保护条款，从而禁止基于人种差异的歧视性规定。但在此后相当长一段时期内，陪审员选任过程中对黑人的排斥仍是不争的事实。而女性尽管在1920年就获得了选举权，但直到1975年才争取到了与男性平等的陪审员候选资格。

## 概要
陪审团分为两种：在刑事案件中决定是否对嫌疑人提起控诉的大陪审团（grand jury，又称“起诉陪审团”）；在刑事诉讼或民事诉讼的审理中参与其过程的为小陪审团（petit jury，又称“审理陪审团”）。大陪审团和小陪审团的名称来自两者陪审员人数的多寡（传统上，大陪审团由23人组成，而小陪审团有12人）。一般所说的“陪审团”往往是指小陪审团（以下、除了历史部分外，仅就小陪审团为描述对象）。
陪审员（如上所述，通常为12人，但具体详见各国制度部分），是从普通公民中随机抽选的，其在参加刑事案件或民事诉讼的审理后，在仅有陪审员在场的情况下对案件做出评议并下达评判（→参见一般性陪审审理程序及各国制度部分）。
所有成年公民都可能被選為陪審員，卻不是所有成人皆有資格出任陪審員，例如警察、軍人，教授，市（省）长，法学系的学生可能不符合或可獲豁免出任陪審員。陪审员的选任需要遵从一定的选任程序。
陪审团人数由當地法律規定，各地法律規定的人數不一。在一些國家或地區，設有替补陪审员，和陪审员一同产生并旁听案件审理。如正式陪审员因某些原因不能完成工作，由替补陪审员接替并投票表决。在另一些地方，如有陪審員中途退出，需要解散原來的陪審團，重行選出新的陪審團，並且重新開始審訊程序。陪審員如無合理原因而缺席審訊是違法的，可被法律追究。
美国联邦及各州的宪法均确立了刑事陪审及民事陪审的制度（→美国的刑事陪审、美国的民事陪审），每年大約有0.7%的案件使用了陪审审理程序（→美國統計），而在英国，刑事陪审約有0.6%的案件適用（→英國統計），但民事陪审已基本不再适用（→英国的陪审制），所以實際運作上99%的刑事案件都是以認罪協商的方式終結而非經陪審團判斷是否構成犯罪。澳大利亚、加拿大、丹麦、新西兰、俄罗斯、香港等国家和地区都仍不同程度使用陪审制（→其他地区陪审制的现状）。

## 美国的陪审制

### 美国的刑事陪审

#### 刑事陪审的确保
在美国，宪法保护因重罪被起诉的被告人接受陪审团审理的权利。美国宪法第3条规定：“所有犯罪的审理均应通过陪审方式进行。审理应在该犯罪进行所在地的州进行” ，另外，该法修正案第6条再次规定了“所有被追诉的犯罪案件中，被告人均享有在犯罪进行所在的州或地区，通过公正的陪审程序，接受快速而公开的审理的权利。”。上述规定对于联邦法院系统当然适用。此外，美国联邦最高法院的判例指出，美国宪法修正案第14条第1节规定的正当程序也包含了接受陪审团审判的内容，因此也适用于各州法院。（邓肯对路易斯安那州案）。
美国联邦宪法规定，可获有期徒刑的上限不满6个月的轻微犯罪没有接受陪审审理的权利（邓肯案判例）。换言之，对于可能获刑期在6个月以下的犯罪而言，美国宪法并未强制规定陪审程序，而可以由各州法院自由选择。
除美国联邦宪法之外，美国几乎所有的州宪法也都保障被告人接受刑事陪审的权利。
其次，联邦最高法院通过判例认定，被告人享有陪审审理的权利不仅适用于判断有罪无罪的问题，也适用于对于可能使被告被判处超过成文法规定的刑罚的事实的审查。

#### 陪审审理的放弃
美国刑事案件中的大多数，并非通过陪审裁决，而是通过認罪協商得到解决的。認罪協商是：被告在罪状认否手续中作有罪答辩（plea of guilty = 認罪），作为其对价，检察官会减少起诉的罪名数量，以较轻的罪名起诉，并要求法院判处较轻的刑罚。在被告进行有罪答辩的情况下，他同时就放弃了接受事实审理（由陪审团或法官做出）的权利，因此法官直接决定量刑后做出判决。大多数州法院的一审程序中，被起诉的重罪（felony）案件中，只有不足10%进行了事实审理程序（参照#美國統計數據）。或者在进行事实审理的情况下，被告也经常放弃陪审审理，而直接由法官进行审理。
但是，美国宪法并未赋予被告無条件放弃陪审审理的权利。在联邦法院系统中，只有得到检控方的同意和法院的许可，被告人方可以放弃陪审审理。在大多数州，被告放弃陪审的行为，也往往需要法院或/和检察官的同意。

#### 陪审员的人数及选任程序
联邦法院中，陪审员人数原则上为12人，但如经当事者双方同意，也可以少于12人。在州法院层面，既有规定了少于12人的陪审团人数的，也有规定被告人可以选择不满12人陪审团的。美国宪法的判例规定，陪审团人数最少可以减至6人，但在重罪事件中，5人的陪审团构成侵害了被告人接受陪审审理的权利，属于违宪行为。

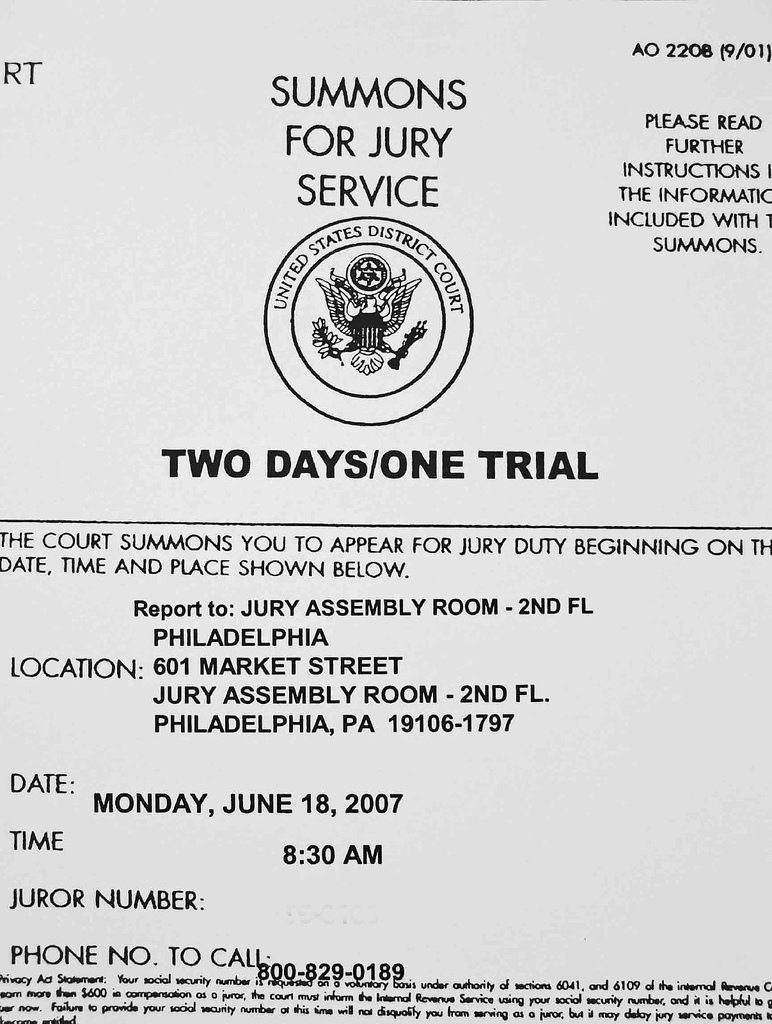
对候选陪审员发出的传唤状

联邦法院的陪审员选任方法由相应成文法规定。首先，应从选民名单或其他名册中随机抽选出足够数量的候选陪审员，并寄送用于判断是否符合陪审员资格的文件（juror qualification form）。在（1）不是满18岁且在该管辖地域居住满1年的美国公民；（2）不能读写英语；（3）不能说英语；（4）因精神或身体疾患，不适于担任陪审员的；（5）有相应刑事案件或重罪前科等情况下，由法官判断其是否有获任资格。没有上述失格事由的人员，除了被允许辞任者，都会收到法院寄送的传唤状（summons）。大多数州的选任程序也与此类似。
通过上述方式集合起来的候选陪审员团（venire），将接受法官或当事人（检察官和辩护人）的询问。这被称为“预备询问”。根据其结果，各位当事人可以以“可能带有偏见”为由，申请“有理由回避”（challenge for cause）。这一申请没有人数限制，但需要法官进行判断和批准。此外，各方当事人还有有限的“无理由回避”（peremptory challenge）申请权。州法院系统中，手续大致相同，但具体细节可以有所差异。

#### 评议和裁决
在审理的最后阶段，法官会对陪审团进行指示。指示主要说明以下内容：（1）应适用的实体法、（2）哪一方应承担举证责任、完成举证责任需要的证据的程度等证据法原则、（3）形成裁决所需的程序。之后，陪审员从法庭上退下，进入评议室（又称“陪审员室”），进行秘密评议。包括法官和各方当事者在内，陪审员以外的人员都不得参与评议过程，也不得了解评议的内容。有时，评议会延续数日。在形成评议结果的情况下，全体陪审员回到法庭上，由陪审员长或书记员负责宣读裁决。
在联邦法院系统及各州（除6个州外），不論有罪或无罪的裁决都必须由陪审员全体一致意见才能形成。无法达成裁决的情况被称为陪审团僵局（hung jury）。美国部分州法律规定，12人陪审团中如有10人以上的多数意见，也可以形成裁决，这些州的法律在美国宪法判例史上被认定为合宪。但是其他判例显示，如果是由6人组成的陪审团，则必须要全体一致意见，而以5人多数意见形成的裁决是违宪的。
在刑事案件中，任何法域的法院都不进行对个别事实进行认定的个别裁决（special verdict），而仅仅进行认定有罪或无罪结论的一般裁决（general verdict）。
当法官从陪审团得到无法达成裁决（陪審團僵局）的报告时，法官可以酌情命令其再次评议或者进行追加指示，但最终仍不能形成裁决时，就构成失审（mistrial），就必须从选任陪审员起，重新进行审理（retrial）。

#### 裁决后的程序
当陪审团作出有罪裁决时，法官将进行量刑，并下达判决书。原则上，由陪审团判断有罪或无罪，有罪的情况下由法官进行量刑。但是，在美国部分州，尤其是死刑案件中，陪审团可以就适用死刑的正当性及刑期等发表意见，因此有时陪审员的判断会对量刑起到重大甚至决定性的影响。
在做出有罪裁决时，法官可以根据被告人的申请，对个别陪审员进行调查（polling），确认该裁决是否真的达到了有效成立条件。
陪审团作出的无罪裁决，法官無權推翻；反之，陪审团作出有罪裁决时，法官可以根据被告的申请，由法官檢視證據並做出无罪判决（judgment of aquittal）。
此外，不論是陪审团作出的无罪裁决或法官做出的無罪判決，檢察官也不能上訴或重新起訴，這叫做“雙重危險禁止”（英語：double jeopardy）。

### 美国的民事陪审

#### 民事陪审的保障
美国宪法修正案第7条保障了当事人在民事诉讼中接受陪审团审理的权利。该条文规定，“在普通法诉讼中，如案件标的超过20美元，必须保障当事人接受陪审团审判的权利。由陪审团认定的事实，除了根据普通法准则外，在美国的任何法院不得被再次审理。」。
上述法条并非新设了接受陪审审理的权利，而仅仅是维持了1791年（批准权利法案当年）当时的普通法上接受陪审审理的权利。这里的所谓“普通法”，是指这一时点美国从英国继受的法律制度。在1791年的英国，诉讼分为普通法上的诉讼和衡平法上的诉讼。而只有普通法上的诉讼才有接受陪审审理的权利。1938年制定的美国联邦民事诉讼规则第2条规定，“只有民事诉讼这一种诉讼形式”，从而取消了普通法诉讼和衡平法诉讼的区别。但是直至今日，对于按照1791年当时的标准而属于普通法上的诉讼案件，才认可陪审审理的权利，而对于应属于当时衡平法上的诉讼，仍没有接受陪审审理的权利。但是，根据联邦民事诉讼规则，法院可以根据自身的裁量决定使用陪审团审理。
与刑事陪审不同的是，美国宪法对于民事案件中接受陪审审理的权利规定并不当然适用于各州法院。但是实际上，除了科罗拉多州外，其余49个州的宪法也都保障了民事陪审的权利，而在科罗拉多州，虽然没有宪法明文保障，但也存在民事案件的陪审审理。

#### 对陪审审理的要求
与刑事陪审不同，在联邦法院的民事案件中，必须有一方以上的当事人提出要求方可进行陪审审理（jury trial）。而这种要求也必须在最后的答辩文书受送达后10日内以书面形式向对方送达，此后也应当及时向法院提出，否则视为放弃接受陪审审理的权利。这种情况下，将进行由法官审理（bench trial）。但是，除了在事实审理前起诉被裁定驳回的情况外，在当事人一致认为对于重要事实不存在争议的情况下，法官也可能根据当事人的申请，而不再进行实时审理，而直接以summary judgement的形式终止一审程序。上述情况下，当然不会进行陪审审理。此外，在事实审理前双方达成和解的概率也很高（参照#美國統計數據部分）。

#### 陪审员人数及选任程序
根据英国的传统，美国的民事陪审在原则上也是由12人的陪审员进行的。但是联邦法院的判例确定，6人制的民事陪审也并不违反宪法修正案第7条。在地方联邦法院，事实审理开始时的陪审员人数，可以由法院在6名以上12名以下的范围内指定，中途出现减员的情况下，只要不少于6名，则不需要补充陪审员。此外，如果双方当事人同意，陪审员人数也可以少于5名。在州法院系统，6名（或5名以下）的陪审团也经常得到承认。
民事陪审中的陪审员选任程序，与前述的刑事陪审大致相同。在联邦法院中，除了有理由的回避申请外，各方当事者均有3次行使无理由回避申请的权利。

#### 评议及裁决
从事实审理结束后的法官指示到开始评议为止的程序与前述刑事陪审大致相同。
从裁决的内容来看，一般原则上，陪审团只需要告知原告胜诉或被告胜诉，或者在原告胜诉时告知赔偿金额等结论，即所谓一般评决（general verdict）。但是，法院也可以要求陪审团就个别争议点分别做出答复，即所谓个别裁决（special verdict）。
一般来说，陪审团的裁决需要全体一致意见才能形成，但联邦法院系统内，只要当事者同意，无需全体一致也可以形成有效裁决。在州法院中，很多情况下也不要求陪审员达成全体一致意见。

#### 裁决后的程序
原则上，法官需要依照裁决结论作出判决。但是即使在裁决后，法官根据当事人的再次申请，对于那些在合理的陪审团眼中不可能被视为对其相对方有利的证据，法官可以用法律问题的判决，作出与裁决不同的结论。另外，即使在不下达法律问题判决的情况下，对于明显存在疑问的证据，法官也可以根据当事人的申请或职权，命令进行再审理（new trial）。部分学说认为，前文提到的summary judgement以及法律问题判决，是法官控制陪审团的重要手段。

### 美國統計數據
在美国的刑事案件中，有很大比例是通过認罪協商得以解决或被撤诉，因此进入到事实审理程序的案件比例并不多。另外，在民事诉讼中，大多数案件也以和解方式终结，因此通过陪审团的事实审理来处理的案件少之又少。
下表的数据显示了联邦地方法院和各州拥有一般管辖权的法院（相当于地方法院）中各类刑事和民事案件的受理数以及通过陪审方式审理的案件数的统计结果（1999年数据）。
|      | 联邦地方法院 | 联邦地方法院 | 各州一般管辖法院 | 各州一般管辖法院 |
|      | 新受理数     | 陪审审理     | 新受理数         | 陪审审理         |
| ---- | ------------ | ------------ | ---------------- | ---------------- |
| 刑事 | 59,923       | 3,268        | 4,924,710        | 54,625           |
| 民事 | 260,271      | 4,000        | 7,171,842        | 33,125           |
| 合计 | 320,194      | 7,268        | 12,096,552       | 87,750           |

近年来，更有研究表明事实审理（尤其是陪审审理）的比例有进一步减少的趋势。下表是联邦地方法院中事实审理的案件数，以及相对于全部新受理案件的比例，从此可以看到陪审审理的绝对数和比例都在下降。
同样，各州法院的陪审审理案件也呈现出减少的趋势。根据对各州法院的调查结果，在刑事案件（23个州的数据）中，从1976年到2002年间，审结案件数虽急剧增加，但陪审和法官的事实审理案件数均在减少，其中重罪案件（13个州的数据）中，1976年的事实审理相对于审结案件的比例约为9%（陪审审理5.2%、法官审理3.7%），但到了2002年，这一比例下降到3%左右（陪审审理2.2%、法官审理1.0%）。在民事案件（22个州的数据）中，也有同样的趋势，其中普通案件（10个州的数据）中，1992年时审结案件中事实审理占比约为6%（陪审审理1.8%、法官审理4.3%），到了2002年，这一占比下降到5.6%左右（陪审审理1.3%、法官审理4.3%）。
尽管存在上述趋势，但根据推算，每年仍有大约500万美国人作为候选陪审员，其中约100万人正式担任了陪审员的工作。根据1999年的一次对1800名美国人的调查，有24%的受访者表示其有过担任陪审员的经验。在2004年的调查中，47%的受访者回答其有过陪审员的经验，另外大多数受访者对陪审制也都持肯定的评价。

## 英国的陪审制

### 英格兰及威尔士
尽管英格兰及威尔士是陪审制的诞生地，但由于缺乏类似美国的成文宪法的规定，同时由于陪审制对于诉讼时间和诉讼成本的负面影响，上述地区对于陪审制采取了限制性的政策。从19世纪中叶开始，陪审制在民事诉讼领域的衰减尤为明显，目前仅仅局限于欺诈、损害名誉、恶意追诉、诬告、非法监禁等相当有限的类型。对于刑事陪审，从19世纪起到20世纪，由不实行陪审审理的治安判事法院管辖的案件范围逐步扩大，因此实质上也导致了陪审审理受到了某种程度的限制。
在英格兰及威尔士，陪审员从18岁至69岁的选民名单中随机抽选产生，每年约有20万人担任了陪审员的工作。

#### 英格兰及威尔士的刑事陪审
在刑事案件中，一些重大案件即可公訴罪行（indictable-only offence）在裁判法院接受预备审讯后必须移送至皇室法庭，而兩種法庭皆可審訊的罪行（offence triable either way）则根据裁判官的判断而有选择性地被移送至皇室法庭。治安判事决定在其所在法院通过简易起诉程序的情况下，被告人也可以选择在皇室法庭接受陪审审理。通过上述方式被移送至皇室法庭的案件，均由陪审团进行审理。对于簡易程序罪行（summary offence），则由治安判事进行审判，不进行陪审审理。
然而，2003年的《刑事司法法》对于皇室法庭中的陪审审理，也规定了两个例外。其中一个例外是，对于重大疑难的欺诈案件，可以经高等法院庭長的许可后不进行陪审审理。这一新规定在立法阶段引起了很大争论，直至2008年，尚未获得英国议会两院的表决通过。
另一个例外是，被认为存在对陪审的不正当干预（贿赂、胁迫等）的案件中，可以不实行陪审审理。这一条件仅限于有证据表明对陪审存在“现实且紧迫的危险”，而且虽然有警察保护，但仍有很大可能会发生上述干预，同时在缺少陪审时仍能够实现正义的情况。该规定于2006年7月24日得以施行，但首次得到适用是在2008年2月。
此外，《2004年家庭暴力、罪行及受害者法案》（en）第17条至第20条规定，因家庭暴力犯罪而被追诉的被告人，其中一部分犯罪事实作为例证而实行陪审审理，如判定有罪，则对其他罪证实行法官审理。这一规定于2007年1月8日开始施行。
另外，被告人在答辩中，以此前因同一犯罪而获得过有罪判决或无罪判决为由，主张一事不再理时，法官就此问题，不需要陪审审理，而可以单独作出判断。

#### 英格兰及威尔士的死因裁判陪审
当出现（1）在监狱或警察看守所发生人员死亡；（2）在警察执行公务时发生人员死亡；（3）发生与劳动中的健康安全相关法律有关的人员死亡（en）；或者在（4）死亡会影响公众健康或安全等情况下，由于要进行死因裁判，检死官必须召集陪审团进行审理。

#### 英格兰及威尔士的民事陪审
直至1846年为止，英格兰及威尔士地区的所有普通法上的民事案件都通过陪审审理。但是，1846年公布的新法律设立了郡法院（County Court），在当事人提出要求的情况下，也仅限于超过5点以上的案件适用陪审审理。如此一来，在郡法院要求陪审审理的当事者数量很少。这一新制度得到了高度评价，同时随着法官清廉化和法律制度的专业化的提高，在《1854年普通法程序法案》（Common Law Procedure Act）中，规定了高等法院皇座法庭的诉讼当事人可以选择由一名法官进行审理，这一制度也未遭到大的阻力。此后的80年间，民事案件中的陪审审理大大减少。1883年，最高法院规则规定，在某些陪审不便于调查证据的情况下，法官可以根据自身裁量决定不采用陪审审理。
《1933年司法行政（雜項）法案》第6条规定，对于在高等法院皇座法庭进行的案件，陪审审理的权利仅出现在下列的案件类型中，对于其他类型的案件，根据法院或法官的裁量，可以决定是否通过陪审审理。
| - 欺诈 - 以文字形式的诽谤 - 以口头形式的诽谤 - 恶意诉讼和诬陷 | - 不法监禁 - 诱惑 - 毁弃婚约 |

这一法律实质上宣告了除一部分案件类型外，英格兰及威尔士地区的民事陪审制度的终结。
在1966年的上訴法院判决中，法官丹寧勳爵在判决书中写道，由于人身伤害案件涉及损害额的计算确定，需要专业性的知识和经验，因此不适于陪审审理。事实上在当时，已经几乎没有当事人会选择在人身伤害案件中要求陪审审理，但是这一判决明确表明占民事案件大多数的人身伤害案件不适于陪审审理，从而对于民事陪审制度的消亡起到了决定性的作用。此后，在1990年伦敦地铁发生的火灾案件中（en），诉讼当事人要求陪审审理，但法院以案件的技术性为由拒绝了这一请求。
《1981年最高法院法案》（Supreme Court Act 1981）第69条修正了上述的1933年法规第6条，进一步缩小了高等法院中民事陪审的适用范围。即，必须进行陪审审理的案件类型仅限于欺诈、名誉毁损、恶意诉讼和诬陷、非法监禁等，而且即使在这些案件中，如果法院认为有必要及逆行能够书面或金钱的计算或科学性调查以及现场调查，从而不便于进行陪审审理时，也可以决定不适用陪审审理。

#### 陪审员的人数及裁决
| 法院         | 事实审理开始时 | 最少人数 | 形成有效裁决的必要票数 | 根据                                                   |
| ------------ | -------------- | -------- | ---------------------- | ------------------------------------------------------ |
| 皇座法庭     | 12             | 9        | 11-1, 10-2, 10-1, 9-1  | Juries Act 1974, s.17                                  |
| 高等法院     | 12             | 9        | 11-1, 10-2, 10-1, 9-1  | Juries Act 1974, s.17                                  |
| 郡法院       | 8              | 7        | 7-1                    | County Courts Act 1974, s.67; Juries Act 1974, s.17(2) |
| 死因裁判法庭 | 7～11          | —        | 少数意见在2名以内      | Coroners Act 1988, s.8(2)(a), s.12                     |

因某种原因导致部分陪审员被解任时，只要满足最少人数的条件，事实审理可以继续进行。法官应尽可能要求陪审员做出全体一致的裁决，在评议未满2小时10分钟前，法官不得提示陪审团可以以多数意见形成裁决。这一时间限制原本为2小时整，但后来考虑到陪审员进入评议室还需要一些时间，所以延长了10分钟。

### 苏格兰

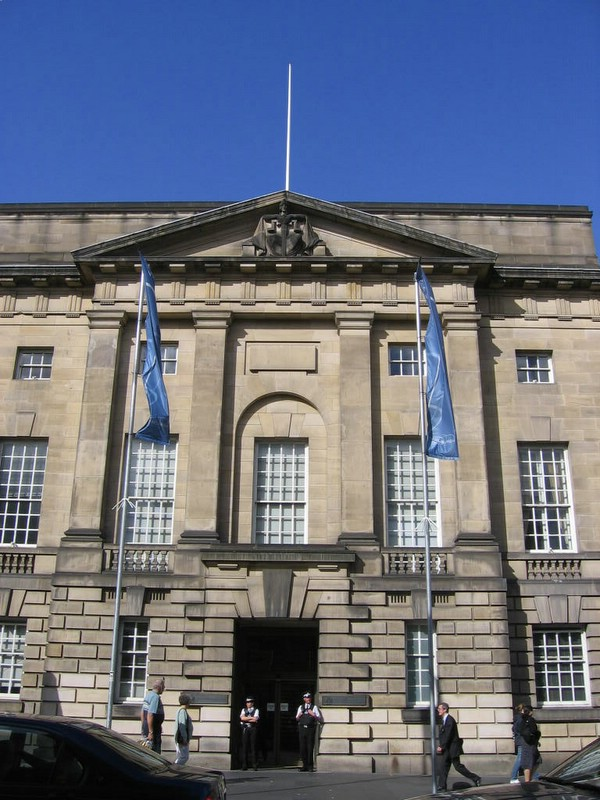
苏格兰高等法院

苏格兰的刑事案件，在（1）高等法院（High Court of Justiciary）、（2）郡長法庭（Sheriff Court）的正式程序（solemn procedure）、（3）郡長法庭的简易程序（summary procedure）、或（4）區域法院（District Courts of Scotland）等四种法院或程序中择一进行。其中前两者进行陪审审理，其他两种情况下，由法官进行审理。杀人罪及强奸罪（及其他极少数犯罪）属于高等法院的专属管辖案件，其适用陪审审理的权利得到了保障。其他案件则根据检察官的选择，分别在高等法院（量刑无限制）、郡長法庭的正式程序（可选择的量刑上限为自由刑3年）、郡長法庭的简易程序（量刑上限为3个月）或區域法院（量刑上限为60日）被起诉。被告人没有选择正式程序或简易程序的权利。
与英格兰等其他法域相比，苏格兰的刑事陪审具有以下3点特征。
- 陪审团由15人组成。这一传统最迟在16世纪末就已形成[100]。
- 在8对7的相反意见下，仍可以形成有效裁决。因此不会产生失审（hung jury）的情况。但是，如果审理过程中陪审员因病缺席，只要剩余人数达到12人以上就可以继续审理。但这种情况下，如果要形成有罪裁决，就必须有8人以上的赞成意见，否则只能裁决无罪[101]。
- 有罪（guilty）和无罪（not guilty）的裁决外，还有一种特殊的“无法证明”（not proven）裁决。这种裁决在效果上与无罪裁决没有区别，但是“无罪”的表述偏重于积极宣告被告人没有犯罪，而“无法证明”仅仅是消极地表示被告人的有罪无法得到证明，两者有着微妙的差别。在实践中，经常会出现“无法证明”的裁决结果[102]。

另一方面，苏格兰的民事陪审是于1815年从英格兰引入的制度，因此在陪审员人数、裁决必要票数、裁决的种类等方面都与英格兰相同。民事陪审仅在蘇格蘭高等民事法院（Court of Session）的一部分案件中适用，且需要当事人申请。案件类型包括人身伤害（包括致死）的损害赔偿案件、名誉毁损案件、因过失或准过失的侵权行为之诉等。每年约有200件案件指定了陪审审理的日期，但实际得到实行的仅有50件左右。在需要陪审审理时，从爱丁堡及洛锡安地区的居民中抽选36人作为候选陪审员、然后从其中选出12名陪审员。裁决根据全体一致意见或多数意见做出。

### 北爱尔兰
北爱尔兰地区的陪审审判的作用和地位基本与英格兰、威尔士没有差异。但是从1973年起，对于恐怖主义行为的审判，则不通过陪审进行。这主要是因为在爱尔兰独立战争期间，陪审员会受到各方面的威胁恐吓。随着社会逐渐稳定，这一规定于2007年7月被废止。

### 英國統計數據

#### 英格蘭與威爾士刑事陪審
目前，刑事案件中的大多数事实审理都在裁判法院由不具备法曹资格的裁判官进行，只有1%到2%左右的案件才进行陪审审理。在1997年，约有186万人在裁判法院受到审判，与此相对，在皇室法庭受审的只有约9万1300人（正式起诉犯罪占19%），其中作无罪答辩并接受陪审审理的只有67%。而接受陪审审理的案件中，约有40%左右的案件被裁决无罪。

#### 英格蘭與威爾士死因裁判陪審
2004年，在英格兰及威尔士发生的51万4000人的死亡事件中，有2万8300件进行了死因裁判，其中的570件进行了陪审审理。

#### 英格蘭與威爾士民事陪審
如今，在英格兰及威尔士等地进行的民事案件中，仅有不到1%的案件会进行陪审审理，其中大多数为名誉毁损案件。

## 对于陪审制的讨论

### 陪审制的意义

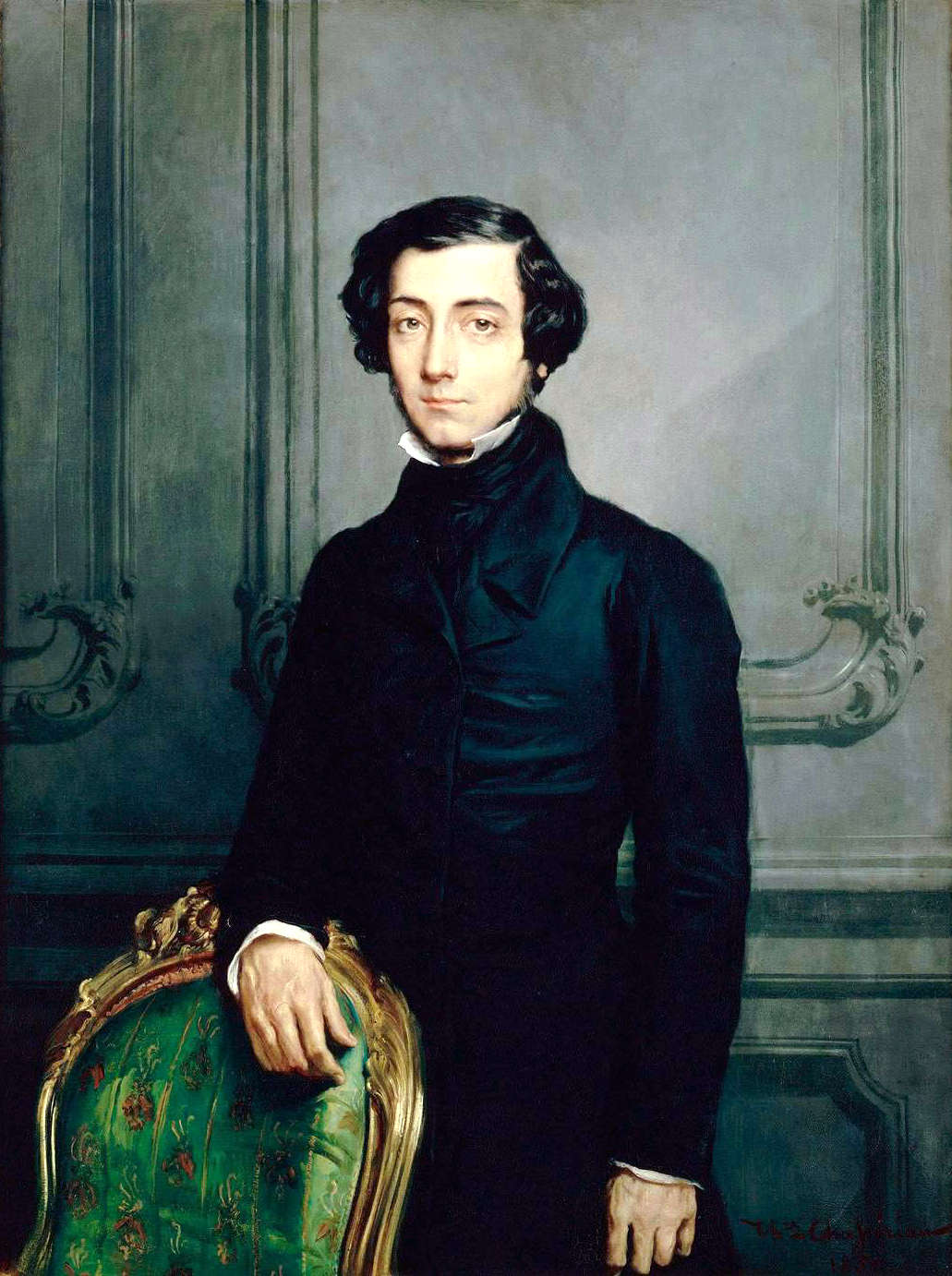
访美期间观摩了陪审制的法国思想家托克维尔提出，“陪审制不仅是让人民进行治国的最有效方法，也是把治国方策教导给人民的最好办法。”

通常认为，陪审制具有下列价值和意义。
- 反映公民的常识或价值观

举例来说，很多人认为在民事案件中，对被告是否有责任以及损害赔偿额的判断，以及刑事案件中对“正当防卫”或“合理的怀疑”等法律概念的适用时，陪审制度可以反映代表性的社会观点。
- 对公权力或体制的限制功能

如前述，在历史上，陪审制发挥了对公权力滥用的抑制作用。
美国联邦最高法院在下文提及的判决文中也指出：“通过授予被告人接受其同类人的陪审审理的权利，可以使得其免受不正当的或者过于激进的检察官，以及那些迎合（检察官）、或脱离常识或存有偏见的法官的不公正裁决”。
下述的陪審團對法律的無視就是体现这一功能的最明显示例。
- 参与型民主主义

在美国，陪审制被认为是实现民主主义的重要制度。法国思想家亚历西斯·托克维尔在其著作《美国的民主政治》中，将陪审制视为实现人民自治的重要方法。
- 对公民的教育功能

陪审制不仅对于参加该过程的公民有普及司法制度知识的功效，而且通过反映陪审审理题材的电视节目或电影，也增进了一般国民对司法制度的理解。

### 配套

#### 新闻报道
与利用个人知识进行裁决的早期陪审制不同，现代陪审制要求陪审员仅根据法庭上经过质证的证据进行判断，并尽可能中立公平。但是，在审理前或审理中的新闻报道可能会对即将或已经成为陪审员的人产生影响，导致其带有某种偏见而不能进行公正的审理，因此如何防止新闻报道对陪审的不正当影响就成为了司法实践中的一大课题。
在英国（英格兰和威尔士），陪审团做出裁决之前，严格限制对案件的报道，其目的就在于防止对陪审团产生影响。成文法或普通法均规定了对于报道案件的媒体可以课以高额的罚金或拘禁处分。在审理前，仅允许报道当事人姓名或预备审问的时间地点等最低限度的信息。尽管预备审问在原则上应公开进行，但相关法规则禁止将其内容对外广泛散布。在审理开始后，新闻报道也必须正确地传递有关程序的消息，而不能带有可能有损进行中或将进行的程序的内容。如违反上述禁令，则会被判处藐視法庭罪（实际上，一般仅限于对于审理会产生严重影响的报道才会被处罚）。在苏格兰和爱尔兰也有类似的限制性规定，但在澳大利亚、新西兰和加拿大等地，这类限制较为宽松。
与此相对，在美国，由于宪法修正案第1条明文规定了报道自由，因此对于媒体的限制反而受到了法律的约束。当然，在美国，媒体对陪审员的影响也是一个现实问题，联邦最高法院在一系列当事人将案件相关信息通过媒体泄露的案件中，判断这侵害了被告人接受公平审判的正当程序权利，认为法官应对此采取相应的措施。但是，联邦最高法院在1976年的内布拉斯加出版社案件的判决中，指出对媒体报道的禁止是一种对于表现自由的事前限制，应进行严格的违宪审查。因此，事实上对于报道的禁止几乎不可能在宪法上得以通过。另外，对于被告人前科或者无法认定证据能力的被告人供述的报道进行刑事处罚的限制政策，也受到了严格的违宪审查。甚至为了防止报道对未来的陪审员产生不当影响，而将预备审问等审前程序不予公开的做法，也多半不被法律认可。
因此，在美国司法实践中，防止媒体偏向性报道案件的效果，是通过限制律师或检察官向媒体透露信息这一职业道德规定来完成的。绝大多数州都采用了美国律师协会制作的三部法曹伦理模范规定中的某一个版本。这些规定中都严格限制律师参加记者会或接受采访等法庭外言论，并规定了处罚措施。联邦司法机关，也对检察官在内的职员做出了相同的限制性规定。
另外，如果出现了可能导致偏见的报道，为了不致于影响陪审团的公正判断力，往往会采取下列手段进行补救。
- 变更审判地点

即将案件移送至尚未受到报道影响的地区。但是，在某些规模较小的州，新闻报道可能迅速扩展到全州范围，因此这一方法不一定奏效。
- 变更候选陪审员团成员

在一部分州，也规定了不变更审判地，但从其他地区选任候选陪审员的做法。
- 延期审理

当报道产生的影响在一定时期后可能减弱的情况下，法院可以将诉讼程序延后进行。
- 在陪审员选任程序中进行审查

在陪审员选任过程中的预备询问，也可以起到筛选可能受到报道影响的陪审员的作用。
- 禁止陪审员接触报道

陪审员一般在被任命后直至作出裁决为止，都被要求尽量不接触有关案件的报道内容。任何人企圖在法庭以外影響陪審員的決定，例如私下接觸陪審員，或在大眾媒體發佈某些沒有在審訊中披露的資料，也可能觸犯法律。
- 陪审员的隔离

当裁决无法在1天内作出，且该案件被热点报道的情况下，法院可能命令对陪审员进行隔离，要求其住宿在宾馆或不与其他人接触。在事实审理期间几乎不会进行隔离，但在裁决期间会出现隔离的例子。在如O·J·辛普森案件等极端罕见的案件中，陪审员被隔离了整整8.5个月。

#### 关于裁决
根据美国宪法修正案第1条的保护，不仅审理前可以进行自由报道，在审理后陪审员也可以自由发表对裁决过程的言论，甚至会出现事后有偿向媒体提供内幕消息的陪审员。因此，在一些广受关注的案件中，陪审员可能为了出卖裁决内容而发生异常行动，或者记者对陪审员进行骚扰。为此，一部分美国法院特别规定报道部门不得对陪审员进行采访，但几乎没有对陪审员自身进行限制的规定。
与此相对，英格兰、威尔士、北爱尔兰和加拿大等地则严格禁止陪审员公开裁决过程中的信息。英格兰和威尔士的1981年藐視法庭罪法第8条明文规定了对打探或泄漏裁决内容的行为的处罚，但有部分反对观点认为这不利于对陪审制度进行学术性的研究。在澳大利亚，报道机关在审理结束后接近陪审员的行为也会被视为藐視法庭罪，但允许陪审员个人自发性地无偿提供信息。同样新西兰的判例法也规定了报道机关采访陪审员的行为会被判处藐視法庭罪。

### 对英美法的影响
英国的陪审制作为与普通法（英美法）共同发展起来的法律制度，对普通法有着很大的影响。下面列举了一些主要的影响。
- 为了使陪审员也能理解法律，法律条文不至于过于艰深晦涩。
- 为减轻陪审员负担，更多地进行集中审理。
- 为防止集中审理中的突然袭击，证据提示程序非常发达。
- 法庭上的询问技巧等得以发展。
- 如禁止传闻证据原则等证据法规则获得发展。

其次，陪审制对于契约法领域也产生了下列影响：
- 英国的《防止欺诈法》规定了某一类契约如无书面形式或债务人的签名则不受法律保护，这是在17世纪为了防止陪审员被伪证所欺骗而特地制定的制度。[130]。
- 英美法的口头证据排除规则（Parol evidence rule）规定了，对于契约的内容，应通过书面契约来确定，除此之外的证据（如口头约定等）应被排除，这一规定也是为了防止随着时间的推移，陪审团更容易接受在经济地位上占优势的一方的供述，从而作出不利于弱者的裁决。[131]。

在刑事诉讼领域，正是由于陪审审理过于复杂和高成本性，从而促成了認罪協商的发展。

### 对陪审制的批评
陪审员带有的偏见
陪审审理往往容易受到陪审员情感因素或固有偏见的影响，通过地域因素或历史性因素，往往会对某些特定群体造成不利的结果。
对于这一批评，也有观点反驳认为，相比法官，并不见得陪审员更容易受到偏见的影响。
此外，在1966年发表的一项大规模调查结果显示，当法官被问及对于陪审团的裁决是否同意的时候，有75%以上的案件中，法官内心与陪审团做出的判断是一致的。当两者意见出现分歧的时候，刑事案件中陪审团大多数持无罪的观点（法官则相反），而民事案件中无法显示出特定的倾向。
对于法律适用能力的质疑
一种观点认为，对于适用法律这一需要高度的法学专业知识的领域，陪审员并不适于参与。例如，在侵权行为中，判断是否存在过失时，原本应该衡量为防止事故发生而所需的费用、从预防措施中所得的利益（事故可能带来的损失或事故发生的概率），但陪审员往往对此并不理解，尤其在个人对企业的侵权之诉中，往往只关注原告受到的损害和被告的资力，从而经常会做出对原告的全部损失进行赔偿的裁决。
审判的戏剧化
陪审过程中，律师为了博取陪审员的同情而得出对己方有利的裁决，往往会进行带有戏剧性的辩论，这也被批评为导致了律师的戏剧化。
对此，也有反对说认为，戏剧化并不一定等同于电视剧或电影中带有表演色彩的行为，为了使得辩论更能被人理解，辩论技巧才得以受到重视。
另外，也有研究表明，最多只有0.25%的案件中，陪审团的判断会因律师的水平高低而发生变化。
陪审团对法律的无视
陪审团在进行事实认定和法律适用时，必须根据法官提示的法律来进行。但是在原则上，陪审团的裁决只表明结论，并不需要说明导致该结论的理由，（这称为一般裁决，但也有个别情况会出现个别裁决），因此事实上陪审团仍然可能故意做出无视法律规定的裁决。这种现象在理论上被称为“陪审团对法律的无视”（英語：jury nullification；也被译作“法律的无效化”）。其中比较典型的情况是，尽管有充分的证据证明被告有罪，但当陪审团集体认为处罚该种行为的法律本身违反了自然正义时，可能会出现无罪裁决。例如，前文提到的约翰·彼得·曾格案件、在禁酒法时代因违反饮酒限制法规而被起诉但被裁决无罪的众多案例、因杀害黑人或民权运动人士而被起诉的白人种族主义者被全体白人陪审员裁决无罪的案例等。
也有观点认为“陪审团通过拒绝执行过于严酷的法律，而实现了更高层次的正义」，这也被认为是在隐指“陪审团对法律的无视”。另一方面，联邦控诉法院的判决也曾指出过“陪审团对法律的无视，违背了陪审员仅仅适用被解释说明的法律的宣誓”，在出现这一情况时，法官可以视情况而解除相关陪审员的职责。一般观点认为，法官在解释说明法律的时候，至少不能明确表示陪审团可以无视法律。
陪审审理产生的经济成本
除了按日支付给陪审员的津贴和交通费外，从陪审员的传唤、选任手续直到审理和裁决为止，陪审过程会产生高额的费用。尤其当无法达成一致裁决而需要进行再次审理时，当事人所承受的经济负担也不可小视，此亦為日本陪審制廢止的原因之一。对于陪审员而言，也在某种程度上影响了其工作或学习，如辛普森案案件中陪審員被隔離了整整8.5個月。
增加司法程序的成本
陪审团审理的多为比较严重的刑事案件，普通的刑事和民事案件一般不适用陪审团。这是因为陪审团审理要耗费大量的人力、物力，并且程序复杂繁琐审理：时间冗长拖沓，不利于纠纷迅速及时的解决，陪审制亦会增加司法程序的成本，以至於刑事犯罪嫌疑人多會選擇認罪協商。
獲得無罪判決的困難度增加
倘若刑事被告嫌疑人自認為清白欲取得無罪判決，先必須拒絕與檢察官進行犯罪協商，改以曠日費時、高訴訟費用支出的陪審團制審理。
認罪協商的氾濫
由於採取當事人進行主義，因此法官在制度上處於被動的狀態，他們不能依據職權去調查與該案相關之訴訟資料，只能依據當事人所提供的訴訟資料來獲得被告是否有罪的心證，這意謂著99%的刑事案件（→美國數據）（→英國數據）是在沒有公正第三方的監督下由被告和檢察官磋商後決定是否構成犯罪，被告在協商過程權利有無受到保障也全賴檢察官良知，且被告在協商過程也因憂慮必須負擔昂貴的訴訟費用而處於不對等地位，也造成實質上架空了陪審制。

### 趨勢
尽管在美国存在着对陪审制的上述种种批评，但美国国民对陪审制的信任感仍超过了对律师、法官、美国国会、美国联邦最高法院的信任，惟2011年史密斯命案、2012年特雷沃恩·马丁命案、2014年埃里克·加納死亡案、麥可·布朗命案、塔米爾·萊斯槍殺案、2015年弗雷迪·格雷之死、2016年北卡史考特命案、費蘭多・卡斯提案，於大陪審團認定不起訴處分、陪審團認定無罪後皆發生大規模抗議司法不公的的遊行與暴力衝突，催生了黑人的命也是命運動來對抗美國刑事司法系統中長期的種族不平等，並直接導致發生達拉斯警察槍擊案。此外，各州法院的陪審審理案件也呈現出大幅減少的趨勢（→统计）。
在英国，尽管陪审制有保护自由民主、反映市民常识等诸多正面意义，但其构成了对民众的负担，也为“熟练”的犯罪者所滥用，因此受到比较普遍的批评，在20世纪中其适用范围和权限被大大限制，而犯罪案件實際由陪審團審理的情況也逐年下滑（→統計）。

## 其他国家和地区的现行陪审制或类似制度
除美国和英国以外，世界上许多国家和地区都存在着陪审制。在2000年的时候，下列国家和地区都实行着陪审制。但是这中间，尤其是对于民事案件，尽管制度上仍保留着陪审制，但实际上已基本不实行的国家和地区也不在少数（下文根据括号内的民、刑表示）。
- 欧洲

英国（刑、民）、爱尔兰（刑、民）、马恩岛（刑、民）、泽西岛（刑）、奥地利（刑）、比利时（刑）、丹麦（刑）、挪威（刑）、瑞士（[刑]）、俄罗斯（刑）、西班牙（刑）
- 非洲

加纳（刑）、马拉维（刑、[民]）、圣赫勒拿岛（刑）、直布罗陀（刑）
- 亚洲及南太平洋

澳大利亚（刑、[民]）、新西兰（刑、[民]）、斯里兰卡（刑）、汤加（刑、[民]）、库克群岛（刑）、马绍尔群岛（刑）、美属萨摩亚（刑）、关岛（刑、民）、北马里亚纳群岛（刑、民）、香港（刑、民）
- 北美、加勒比海

美国（刑、民）、加拿大（刑、民）、安圭拉（刑、[民]）、托托拉岛（刑）、多米尼加共和国（刑）、蒙塞拉特（刑、[民]）、安提瓜和巴布达（刑）、圣露西亚（刑）、圣文森特及格瑞纳丁（刑、[民]）、格林纳达（刑）、维尔京群岛（刑、民）、百慕大群岛（刑、民）、开曼群岛（刑、[民]）、特克斯和凯科斯群岛（刑、民）、巴哈马（刑）、巴贝多（刑）、圣基茨和尼维斯联邦（刑、[民]）、牙买加（刑、[民]）、特立尼达岛（刑）、波多黎各（刑、民）
- 南美、中美

圭亚那（刑）、伯利兹（刑、[民]）、巴拿马（刑）、尼加拉瓜（刑）、巴西（刑）、委内瑞拉（[刑]）

### 前英國屬地的陪审制
絕大部份前英國屬地或殖民地，由於司法制度主要沿襲自英國，所以同樣實行陪審制。然而，隨著時代的變遷，這些地方的陪審制在個別發展下，已經與英國本土相比有一定差異。以下是幾個前英國屬地的例子：
 香港
香港在长达约150年的期间内属于英国海外殖民地之一，因此其诉讼制度也深受英美法系影響。陪审制也是从英国法继受得来的重要诉讼制度，在香港主權移交中国大陸后依然得以保留。香港的陪审制主要通过《陪审团条例》、《刑事诉讼程序条例》、《死因裁判官条例》等法令加以规定。
陪审员由年满21岁但未满65岁的香港居民出任，可以参与刑事案件及部分民事案件的审讯，并就案件进行评议和裁决。在死因裁判中，陪审团需要裁定死者死亡的原因及其他相关情况。陪审团的人数根据案件而有所不同，在一些严重的刑事犯罪审讯中，会有一名原讼法庭法官和7名陪审员参加聆讯。而在死因裁判中，只需要5名陪审员。陪审员在参加聆讯期间，有权获得政府付给的津贴。
與英國容許被告選擇自己是否接受陪審團審訊的權利不同，當案件被交由不設陪審團的香港區域法院（或更低級的法院）審理時，被告無權要求將案件呈予設有陪審團的香港高等法院由陪審團判決其罪。在2008年的蔣麗莉案中，被告蔣麗莉因不滿有關權利被剝奪，曾就此先後提出兩次司法覆核，但最後均被判敗訴。
2020年訂立的《中華人民共和國香港特別行政區維護國家安全法》，允許律政司司長要求相關案件在沒有陪審團的情況下進行審理。
 
澳大利亚从19世纪的英国殖民地时代开始实行陪审制。
澳大利亚的刑事案件中的大多数为州内犯罪，其起诉程序分为正式起诉（indictable offence）和简式起诉（summary offence）。当州的最高级法院（最高法院）或中级法院（地方法院或郡法院）启动正式起诉程序（以国王名义起诉）时，由12人组成的陪审团进行审理。某一犯罪究竟属于正式起诉犯罪或简式起诉犯罪，则是由法律规定的（如没有明文规定，则一般规定其量刑上限超过1年自由刑的犯罪为正式起诉犯罪），但即使是正式起诉犯罪，考虑到情节的轻重、嫌疑人的要求、检察官或治安判事的意见等因素后，也可以由治安判事法院进行简式起诉。这种情况下，不进行陪审审理。在新南威尔士州、南澳大利亚州、西澳大利亚州、澳大利亚首都特别地域等地区，即使是正式起诉的被告人，也可以选择由法官单独进行审理。近年来，随着简式起诉案件比例的增加，陪审审理的案件数在逐年减少。
其次，根据1901年制定的澳洲聯邦憲法，联邦内犯罪（例如违禁药物的非法进口等）被正式起诉的，应进行陪审审理。但是，判断哪类犯罪属于正式起诉的范围的权力在联邦议会，因此无论多重的犯罪，都可能通过被进行简式起诉，从而避免进行陪审审理。根据判例，在正式起诉的情况下，被告人没有放弃陪审审理的权利。
 加拿大
加拿大自从在18世纪中期成为英国殖民地后，就引入了陪审制。1892年制定的刑法典中，认可了对重大案件实行陪审审理的制度。1982年制定的成文憲法（Charter of Rights and Freedoms）也规定了某些重大犯罪，被告人有权利要求陪审审理。但是对于许多可选择的正式起诉犯罪，检察官（Crown attorney）可以要求不采用陪审审理，因此近年来陪审审理的案件也有减少的趋势。
 新西兰
新西兰从殖民地时代起，根据1841年的立法而从英国继承了陪审制。
现在，新西兰不是通过成文宪法，而是根据普通法的惯例和1990年的权利章典法（Bill of Rights Act）的规定实行陪审制。最高刑在14年以上自由刑的犯罪必须实行陪审审理，而最高刑在3個月以上自由刑的犯罪，被告人可以选择实行陪审审理。但是，在例如袭警罪等一些特定的犯罪类型中，则排除适用陪审审理。
民事诉讼案件中，在上级法院（High Court），请求返还债权或金钱赔偿请求等一些案件中，一方当事人可以要求进行陪审审理。但是，接受陪审审理并不是绝对的权利，在一些包含复杂法律问题的情况下，或者根据科学、技术、商业等因素而不便实行陪审的情况下，可以仅由法官进行审理。目前民事案件中实行陪审的案件数量仅维持在每年1件至2件左右。

### 其他国家和地区的陪审制
有些國家和地區雖然未有使用英美法系，可是也發展了自己的陪審制。例如：
 俄羅斯
俄罗斯自1864年由亚历山大二世引入陪审制，但在1917年十月革命后被废止，演变为人民参审制。1993年，一部分地区开始恢复陪审制，到了2003年，陪审制扩大到全国范围，而参审制则随之消亡。

### 参审制
陪审制下，仅有陪审员可以进行事实认定，与此相对，參審制是指由职业法官与一般市民（参审员）共同进行审理评议的审判制度。与每次案件需要重新选任的陪审员不同，参审员实行任期制。
 日本
日本最初在制定明治憲法時有陪審制的規定，但最終未有規定陪審制度，直到1923年第46屆帝國議會上才正式審議通過了陪審法，並於1928年10月1日起施行，但由於高額的陪審費用需要由被告人負擔，而且在上訴審選擇陪審的情況下不能再次進行事實認定等不利因素的存在，許多被告人在法定陪審案件中也拒絕進行陪審，或者在請求陪審之後又撤回請求。另一方面，法官不受陪審員意見的約束這一點，也從根本上否定了陪審制的意義，在1943年被停止施行。至2009年，日本重新實行一個由职业法官与市民进行共同评议裁决，屬於参审制的裁判员制度，下達有罪判決必須獲得合議庭半數以上成員的贊成；其中，必須分別有1名裁判員及1名法官表示贊成，若不滿足以上條件，則決議不成立。
 
韩国从2008年起，对于重大犯罪中被告人提出要求的案件，实施一种融合了陪审制和参审制特点的国民参与裁判制度。评议仅由陪审员进行，原则上要求全体意见一致才能通过裁决，但如果意见存在分歧，可以通过与法官协商，根据多数意见作出裁决，另外的一个特点是，法官可以做出与陪审团裁决不一致的判决。
 丹麦
丹麦的特点是实行陪审制和参审制的融合。重大案件由法官3名和陪审员12名进行陪审审理，而轻罪案件中自认案件由法官1名，无罪辩护案件由法官1名和参审员2名实行参审制审理。
 挪威
挪威与丹麦一样，将陪审制与参审制同时并用。在一审的地方法院，实行法官审判制或参审制，而在二审的高等法院，对于法定刑在6年以上的被告作无罪辩护的案件，由3名法官和10名陪审员进行陪审审理，其他案件则实行参审制或法官审判制。
 德国
原则上所有的刑事案件都需要由从市民中选出的参审员（任期5年）与职业法官（地方法院为参审员2名和法官3名，区法院为参审员2名和法官1名）共同对案件进行评议，并判断有罪无罪及量刑。
 法國
在重罪法院（Cour d'assises）实行的审判中，由9名陪审员（在控诉审中则为12名）与3名职业法官一起进行审理。在法语中，该种制度也被称为“陪审制”（Jury），但其实质上为参审制。
 義大利
对于某些重大犯罪，要由任期3个月的6名参审员与2名职业法官共同组成合议庭，判断被告是否有罪，并进行量刑。
 中华人民共和国
人民陪审员制度实际上也是参审制。人民陪审员可以参加基层法院和中级人民法院的第一审民事审判、刑事审判和行政审判。
 中華民國（臺灣）
中華民國政府為達成司法透明化、提升人民對於司法之信任度，遂於2020年開始推動實施《國民法官法》，落實國民參審。依該法案之規定，除少年刑事案件及犯毒品危害防制條例的案件外，經檢察官提起公訴且由地方法院管轄的第一審案件，包括所犯最輕本刑為10年以上有期徒刑之罪（2026年1月1日施行），或故意犯罪因而發生死亡結果者（2023年1月1日施行），應由專業法官3人及國民法官6人共同組成國民法官法庭，共同進行審判。對於如何認定被告有罪，以包含國民法官及法官雙方意見在內，達2/3以上的同意決定之。關於科刑事項評議，以包含國民法官及法官雙方意見在內過半數的意見決定；不過，死刑的科處，必須要包含國民法官及法官雙方意見在內，達2/3以上同意。

## 註腳
1. ↑  Few 1993，第1冊，第14頁。
2. ↑  U.S. Courts 2008、丸山 1990，第8頁。
3. 1 2  Few 1993，第1冊，第10頁。
4. ↑  丸山 1990，第8頁、U.S. Courts 2008。
5. ↑  ABA 2008，第1-2頁。
6. ↑  . BBC. 2000-01-13  [2008-09-26]. （原始内容存档于2007-12-19） （英语）.
7. ↑  Timothy Sexton. . Associated Content. 2007-01-08  [2008-09-26]. （原始内容存档于2008-04-20） （英语）.
8. ↑  丸田 1990，第64-65頁、ABA 2008，第1-2頁。
9. ↑  丸山 1990，第8頁、U.S. Courts 2008、ABA 2008，第2頁。
10. ↑  Vidmar 2000，第55頁。
11. ↑  U.S. Courts 2008、ABA 2008，第2頁。
12. ↑  U.S. Courts 2008。
13. ↑  丸田 1990，第66-67頁。
14. ↑  ABA 2008，第3頁。。
15. ↑  ABA 2008，第3-4頁。
16. ↑  Strauder v. West Virginia, U.S. Reports 100卷303号（联邦最高法院，1880年）。
17. ↑  ABA 2008，第4頁。
18. ↑  Choi, Jong-Sik. . International Journal of Law, Crime and Justice. September 2013, 41: (In Press).
19. ↑  美国宪法第3条译文（维基文库）、原文（同英语版）
20. ↑  修正6条译文（维基文库）、原文（同英语版）。值得注意的是，该条文原文是权利法案第8条，但由于该法案第1条和第2条不被视为宪法修正案，因此该条文顺次成为第6条。
21. ↑  修正案14条译文（维基文库）、原文（同英语版）。
22. 1 2  Duncan v. Louisiana, U.S. Reports 391卷145页（联邦最高法院・1968年）。该案改变了此前的判例。
23. ↑  Baldwin v. New York U.S. Reports 399卷66页（联邦最高法院・1970年）、Blanton v. City of North Las Vegas, U.S. Reports 489卷538页（联邦最高法院・1989年）。
24. ↑  Apprendi v. New Jersey, U.S. Reports 530卷466页（联邦最高法院・2000年）、Blakely v. Washington, U.S. Reports 542卷296页（联邦最高法院・2004年）。
25. ↑  Israel 2008，第23頁。
26. ↑  Patton v. United States, U.S. Reports 281卷276页（联邦最高法院・1930年）、Singer v. United States, U.S. Reports 380卷24页（联邦最高法院・1965年）。
27. ↑  联邦刑事诉讼规则Rule 23 （页面存档备份，存于）(a)。前掲Singer v. United States。
28. ↑  LaFave 2004，第501頁。
29. ↑  .   [2009-05-18]. （原始内容存档于2010-07-29）.
30. ↑  LaFave 2004，第502頁。
31. ↑  Williams v. Florida, U.S. Reports 399卷78页（联邦最高法院・1970年）。
32. ↑  Ballew v. Georgia U.S. Reports 435卷223页（联邦最高法院・1978年）。
33. ↑  28 U.S.C. §1865 （页面存档备份，存于）（美国法典第28编第1865节）、LaFave 2004，第502-503頁。
34. ↑  28 U.S.C. §1866 （页面存档备份，存于）、LaFave 2004，第503頁。
35. ↑  LaFave 2004，第503頁。
36. ↑  联邦刑事诉讼规则Rule 24 （页面存档备份，存于）(a)
37. ↑  LaFave 2004，第512頁。
38. ↑  联邦刑事诉讼规则Rule 24 （页面存档备份，存于）(b), LaFave 2004，第516頁。在死刑案件中，双方各可以申请20次；其他重罪案件（有期徒刑上限超过1年）中，被告人有10次，而检控方有6次；轻罪案件（罚金刑或有期徒刑上限在1年以下）中，双方各有3次。
39. ↑  LaFave 2004，第516頁。
40. ↑  LaFave 2004，第601頁。关于联邦法院进行指示的时机和内容等，可参照联邦刑事诉讼规则Rule 30 （页面存档备份，存于）。
41. ↑  平野 2006，第72-73頁、丸山 1990，第87-89頁。
42. ↑  Israel 2008，第23頁。关于联邦法院需要全体一致这一点，可参照联邦刑事诉讼规则Rule 31 （页面存档备份，存于）(a)。
43. ↑  Apodaca v. Oregon, U.S. Reports 406卷404页（联邦最高法院・1972年）。
44. ↑  Burch v. Louisiana, U.S. Reports 441卷130页（联邦最高法院・1979年）。
45. ↑  LaFave 2004，第616頁。
46. ↑  LaFave 2004，第609-611頁。
47. ↑  、LaFave 2004，第660-662頁。
48. ↑  LaFave 2004，第611-612頁。
49. ↑  LaFave 2004，第622頁。法官也可以在陪审团作出裁决前以无罪判决终止案件的审判。Ibid. (591-592)。
50. ↑  修正7条訳文（维基文库）、原文（同英文版）。该原文为权利法案第9条。
51. ↑  . Cornell University Law School Legal Information Institute.   [2008-09-01]. （原始内容存档于2008-07-20） （英语）.
52. ↑  联邦民事诉讼规则Rule 39 （页面存档备份，存于）(c)。
53. ↑  联邦民事诉讼规则 Rule 38 （页面存档备份，存于）。
54. ↑  例如，原告诉状上没有支持其诉讼请求的主张时，法院可以根据被告的申请而驳回起诉（dismiss）。联邦民事诉讼规则Rule 12 （页面存档备份，存于）(b)(6)。
55. ↑  联邦民事诉讼规则 Rule 56 （页面存档备份，存于）。
56. ↑  Colgrove v. Battin, U.S. Reports 413卷149页（联邦最高法院・1973年）。
57. 1 2  .   [2009-05-18]. （原始内容存档于2010-05-10）.
58. 1 2  浅香 2000，第112頁。
59. ↑  28 U.S.C. §1870 （页面存档备份，存于）（美国法典28编1870节）。
60. ↑  联邦法院民事案件的法官指示，可参照联邦民事诉讼规则Rule51 （页面存档备份，存于）。
61. ↑  、丸山 1990，第88頁。
62. ↑  、联邦民事诉讼规则Rule 49 （页面存档备份，存于）(a)。
63. ↑  联邦民事诉讼规则Rule 50 （页面存档备份，存于）(b)(3)。
64. ↑  、联邦民事诉讼规则Rule 59 （页面存档备份，存于）。对于是否进行再审理，法官有很大的裁量权。丸山 1990，第90頁。
65. ↑  平野 2006，第142頁。
66. 1 2  。
67. ↑  Ostrom 2004，第5頁。
68. ↑  . Administrative Office of the United States Courts.   [2008-09-28]. （原始内容存档于2008-10-08）. - 各年的民事新受理数见Table C-1，刑事新受理数见Table D-1(Cases)，事实审理案件数见Table C-7。
69. ↑  Ostrom 2004，第12-15, 26, 28頁。
70. ↑  Ostrom 2004，第17-22, 27, 29頁。
71. ↑  、Harris Interactive.  (PDF). 2004  [2008-09-28]. （原始内容 (PDF)存档于2008-07-25）.
72. ↑  Few 1993，第2冊，第438頁、Vidmar 2000，第53, 57, 62頁。
73. ↑   (PDF). Her Majesty's Courts Service: 1页.   [2008-10-31]. （原始内容 (PDF)存档于2008-07-28） （英语）.
74. ↑  Sprack 2008，13.07, 18.01。关于正式起诉犯罪的移送，请参见Crime and Disorder Act 1998, s.51；关于选择性起诉犯罪的移送，请参见Magistrates' Courts Act 1980, ss.18-21, 23。
75. ↑  Magistrates' Courts Act 1980。
76. ↑  Sprack 2008，19.04, 19.05。Criminal Justice Act 2003, s.43。
77. ↑  Sprack 2008，第19.11頁。
78. ↑  O'Neill, Sean. . The Times. 2008-02-11  [2008-03-16]. （原始内容存档于2008-07-09）.
79. ↑  Domestic Violence, Crime and Victims Act 2004 （页面存档备份，存于） (Commencement No 7 and Transitional Provision) Order 2006, SI2006/3423
80. ↑  Criminal Justice Act 1988, s.122
81. ↑  Coroners Act 1988 （页面存档备份，存于）, s.8(3)
82. ↑  Lord Mackay of Clashfern (ed.) (2006) Halsbury's Laws of England, 4th ed. reissue, vol.9(2), "Coroners", 979. 'Where jury is necessary.'
83. ↑  Cairns 2002，第176, 178頁，參考Google Book （页面存档备份，存于）。
84. ↑  Hanly 2005
85. ↑  Ward v. James (1966) 1 QB 273, CA at 290 per Lord Denning
86. ↑  Ford v. Blurton (1922) 38 TLR 801, CA
87. ↑  Cairns 2002，第220頁，參考Google Book （页面存档备份，存于）。
88. ↑  Administration of Justice (Miscellaneous Provisions) Act 1933。后根据下文提及的1981年最高法院法69条进行修正。
89. ↑  Ward v. James (1966), 1 QB 273, CA
90. 1 2  Vidmar 2000，第59頁。
91. ↑  Singh v. London Underground Ltd (1990)，独立报，1990年4月26日。
92. ↑  Supreme Court Act 1981 (c. 54) （页面存档备份，存于） (The UK Statute Law Database).
93. ↑  Sprack 2006，第21.34-21.37頁。
94. ↑  Vidmar 2000，第251頁。
95. ↑  Vidmar 2000，第252-253頁。但是根据The Crime and Punishment (Scotland) Act 1997 s.13，郡長法庭的简易程序可以量刑的上限增加到6个月。
96. ↑  Vidmar 2000，第254頁。
97. ↑  Vidmar 2000，第247頁。
98. ↑  Vidmar 2000，第266頁。
99. ↑  Vidmar 2000，第267, 269頁。
100. ↑  Vidmar 2000，第272-273頁。
101. ↑  Vidmar 2000，第250頁。
102. ↑  .   [2008-10-31]. （原始内容存档于2008-05-11） （英语）.
103. ↑  .   [2008-10-31]. （原始内容存档于2008-05-11） （英语）.
104. ↑  Vidmar 2000，第309頁。
105. ↑  . BBC. 2007-07-03  [2008-11-01]. （原始内容存档于2013-06-20） （英语）.
106. ↑  Vidmar 2000，第61-62頁。
107. ↑  Department for Constitutional Affairs.  (PDF): 6. 2006  [2008-12-10]. （原始内容 (PDF)存档于2008-11-06）.
108. ↑  Alexis de Tocqueville, Democracy in America (1835). 美国国務省解説 的存檔，存档日期2008-11-14.の引用部分。
109. ↑  フット 2007，第241-243頁。
110. ↑  フット 2007，第244頁。
111. ↑  フット 2007，第245頁。
112. ↑  フット 2007，第246-248頁。
113. ↑  Vidmar 2000，第37-38頁。
114. ↑  Sheppard v. Maxwell, U.S. Reports 384卷333页。
115. ↑  Nebraska Press Association v. Stuart, U.S. Reports 427卷539页（联邦最高法院・1976年）。
116. 1 2  LaFave 2004，第533頁。
117. ↑  、LaFave 2004，第526-527頁。
118. ↑  、LaFave 2004，第541-544頁。
119. ↑  LaFave 2004，第544頁。
120. ↑  LaFave 2004，第544-555頁。
121. ↑  、LaFave 2004，第545-551頁。
122. ↑  、LaFave 2004，第607-608頁。
123. ↑  、丸山 1990，第88頁、LaFave 2004，第607-608頁。
124. ↑  Vidmar 2000，第38-39頁。
125. ↑  Vidmar 2000，第39, 58頁。
126. ↑  丸山 1990，第9頁。
127. ↑  樋口 1994，第138頁。
128. ↑  参照：樋口 1994，第153頁。
129. ↑  LaFave 2004，第431頁。
130. ↑  作为这方面的实例，枪杀日本留学生事件的刑事审判中，12名陪审员一致裁决枪杀日本留学生的男性被告无罪。
131. ↑  。该书强调了通过实证研究分析事实认定能力的重要性。
132. ↑  平野 2006，第144, 277-278頁。
133. ↑  丸山 1990，第66頁。
134. ↑  。平野 2006，第70頁文中提到，小说或电影中往往将事实审理过程描绘得丰富多彩，但在实务中往往并非如此。
135. ↑  LaFave 2004，第499頁。但美国也存在一些例外，如印第安纳州、马里兰州和佐治亚州等地的法律规定了适用法和事实两者都由陪审团决定。但即便如此，上述州的法院判例仍对该规定进行了限制性解释，并不允许陪审团随意地脱离法官的指示而进行法律判断。Leipold, Anderew D. . John Marshall Law Review. 1997, 30: 923.
136. ↑  联邦最高法院. . U.S. Reports. 1968, 391: 145.
137. ↑  United States v. Thomas, 116 F.（英语：Federal Reporter）3d 606（联邦控诉法院〔第2巡回区〕・1997年）。
138. ↑  作出同样精神的判决的州最高法院判例为People v. Williams, 21 P.（英语：Pacific Reporter）3d 1209, 25 Cal.4th 441（加利福尼亚州最高法院・2001年）-加州最高法院主页 的存檔，存档日期2001-07-27.(PDF)。
139. ↑  LaFave 2004，第500頁。
140. ↑  在美国大多数地区，法院会支付给陪审员每天数十美元的津贴和交通费。。在联邦法院，每日津贴则为40美元（28 U.S.C. §1871 （页面存档备份，存于）(b)(1)）。
141. ↑  丸山 1990，第10頁。
142. ↑  JE Ross, , The American Journal of Comparative Law (The American Journal of Comparative Law), 2006, 54: 717–732  [2019-05-08], （原始内容存档于2019-04-29）
143. ↑  、丸山 1990，第10頁。
144. ↑  聯合新聞網. . 轉角國際 udn Global.   [2019-05-08]. （原始内容存档于2019-05-08） （中文（臺灣））.
145. ↑  Kenzo. . The News Lens 關鍵評論網. 2016-09-22  [2019-05-08]. （原始内容存档于2019-05-08） （中文（臺灣））.
146. ↑  . ettoday.   [2019-05-08]. （原始内容存档于2019-05-08）.
147. ↑  Vidmar 2000，第53頁、Sprack 2008，第19.02頁。
148. ↑  Vidmar 2000，第特に421-447頁。
149. ↑  《中华人民共和国香港特别行政区基本法》第86条规定，“原在香港实行的陪审制度的原则予以保留”。
150. ↑  《陪审员津贴令》规定，陪审员参加聆讯，每一天可以获得360元港币的津贴。
151. ↑  蔣麗莉案與港人利益[]，《星島日報》，2009年11月30日
152. ↑  . 香港電台. 2021-02-09  [2021-02-09]. （原始内容存档于2021-02-10）.
153. ↑  Vidmar 2000，第12, 123-頁。
154. ↑  日本律师联合会. .   [2008-09-30]. （原始内容存档于2008-10-08）.
155. ↑  Vidmar 2000，第12-13頁。
156. ↑  Powles, Michèle. . Victoria University of Wellington Law Review.   [2008-11-01]. （原始内容存档于2007-09-01） （英语）.
157. ↑  Vidmar 2000，第12, 167-頁。
158. ↑  日本律师联合会. .   [2008-09-30]. （原始内容存档于2008-10-08）.
159. ↑  裁判员制度Q&A （页面存档备份，存于）。
160. ↑  大川 2007，第184-185頁、司法制度改革审议会. . 2001-06-12  [2008-10-12]. （原始内容存档于2010-09-15）.。
161. ↑  朝日新闻. . 2009-05-21  [2009-05-22]. （原始内容存档于2009-05-23）.。
162. ↑  . 朝日新闻. 2008-01-30  [2008-09-30]. （原始内容存档于2008-08-30）.；另见、日本法学杂志《Jurist》1295号147页。
163. 1 2  佐藤 2001。
164. ↑  裁判员制度数据集[](PDF: 51)。
165. ↑  中村义孝. . 立命馆法学 1995年5・6号（243・244号）. 1995  [2008-09-26]. （原始内容存档于2008-06-12）.
166. ↑  裁判員制度データ集 2008，第51頁。
167. ↑  《中华人民共和国行政诉讼法》第四十六条。
168. ↑  .   [2020-07-23]. （原始内容存档于2020-07-23）.
169. ↑  .   [2020-07-23]. （原始内容存档于2020-07-23）.

## 參閱
- 香港陪審團制度
- 陪审团
- 大陪审团
- 陪审员选任制度
- 日本陪審團制
- 犯罪協商
- 日本陪审法
- 裁判员制度 - 关于裁判员参加刑事审判的法律（日本裁判员法）
- 人民陪审员制度
- 十二怒汉 – 反映美国刑事陪审的经典电影
- 十二个善良的日本人
- 辛普森案-陪審制面臨的困境
- 陪審團審判（英语：Jury trial）